# Regierung František Udržal I
Die tschechoslowakische Regierung František Udržal I, geführt vom Ministerpräsidenten František Udržal, befand sich im Amt vom 1. Februar 1929 bis 7. Dezember 1929. Sie folgte der Regierung Antonín Švehla III und wurde abgelöst durch die Regierung František Udržal II.

## Regierungsbildung, Programm
Es handelt sich um eine Fortsetzung der Regierung Antonín Švehla III, nachdem der Ministerpräsident Švehla infolge einer Krankheit die Amtsgeschäfte ruhen lassen musste. František Udržal, der die Geschäfte ohne personelle Veränderungen übernahm, ging nur von einer Übergangszeit aus und rechnete mit einer baldigen Rückkehr von Švehla – diese Hoffnung erwähnte er sehr deutlich in seiner Regierungserklärung – und eine Kontinuität versprach. Nachdem am 8. Oktober 1929 Hlinkas Partei HSĽS die Regierung verließ, hat Udržal vorgezogene Neuwahlen zum 27. Oktober 1929 sowie seinen Rücktritt angekündigt.

## Regierungszusammensetzung
Die Minister befanden sich während der gesamten regulären Amtsperiode im Amt (1. Februar 1929 bis 7. Dezember 1929), wenn nicht anders angegeben.
- Ministerpräsident: František Udržal
- Außenminister: Edvard Beneš
- Verteidigungsminister:
  - František Udržal (bis 16. September 1929)
  - Karel Viškovský (ab 16. September 1929)
- Innenminister: Jan Černý
- Finanzminister: Bohumil Vlasák
- Justizminister: Robert Mayr-Harting
- Minister für Industrie, Handel und Gewerbe: Ladislav Novák
- Minister für Eisenbahnen: Josef V. Najman
- Minister für Soziales: Jan Šrámek
- Minister für Post und Telekommunikation: František Nosek
- Minister für Gesundheit und Sport:
  - Jozef Tiso (bis 1. Februar 1929)
  - Jan Šrámek (ab 1. Februar 1929)
- Landwirtschaftsminister: Otakar Srdínko
- Minister für öffentliche Arbeiten: Franz Spina
- Bildungsminister:
  - Milan Hodža (bis 20. Februar 1929)
  - Anton Štefánek (ab 20. Februar 1929)
- Minister für die Ernährung: Jan Černý (1. Februar 1929–7. Dezember 1929, kommissarisch)
- Unifikationsminister:
  - Marko Gažík (1. Februar 1929–27. Februar 1929)
  - Ludevít Labaj (1. Februar 1929–8. Oktober 1929)
  - Anton Štefánek (1. Februar 1929–8. Oktober 1929)

### Parteizugehörigkeit
Gegenüber der vorherigen Regierung (Antonín Švehla III) blieb die Parteizugehörigkeit unverändert – es regierte nach wie vor eine Mitte-rechts-Koalition der Agrar- und christlichen Parteien einschließlich der zwei deutschen Parteien. Im Einzelnen waren es:
- damals Tschechoslowakische Volkspartei – Československá strana lidová, ČSL; insgesamt drei Minister
- Deutsche Christlich-Soziale Volkspartei DCV, tschechisch Německá křesťansko sociální strana lidová; insgesamt ein Minister
- damals Republikánská strana zemědělského a malorolnického lidu (deutsch: Tschechoslowakische Agrarpartei), RSZML; insgesamt fünf Minister
- Československá národní demokracie (ČsND) (deutsch: Tschechoslowakische nationaldemokratische Partei bzw. Tschechoslowakische volksdemokratische Partei), auch Národní demokracie (Nationale Demokratie beziehungsweise Volksdemokratie); insgesamt ein Minister
- Hlinkas Slowakische Volkspartei HSĽS (slowakisch: Hlinkova slovenská ľudová strana); insgesamt zwei Minister
- Bund der Landwirte BdL (tschechisch: Německý svaz zemědělců, NSZ); insgesamt ein Minister
- Československá živnostensko-obchodnická strana středostavovská ŽOS (deutsch: Tschechoslowakische Gewerbe- und Handelspartei des Mittelstandes); insgesamt ein Minister

Außerdem gab es vier parteilose Regierungsmitglieder.
Gewissermaßen befand sich auch ein Mitglied der Československá strana socialistická ČSNS (deutsch: Tschechoslowakische Volkssozialistische Partei, die sog. Volkssozialisten) in der Regierung: Edvard Beneš als Außenminister. Formell war er jedoch nicht für seine Partei Regierungsmitglied und zählte zu den vier parteilosen Ministern.